# Child of Light
Child of Light is een platform RPG ontwikkeld en uitgegeven door Ubisoft in Europa op 30 april 2014 voor Microsoft Windows, PlayStation 3, PlayStation 4, Wii U, Xbox 360 en Xbox One Het spel is later ontwikkeld en uitgegeven ook voor de Nintendo Switch.
Het spel maakt gebruik van de UbiArt Framework engine, die voorheen ook werd gebruikt voor Rayman Origins en Rayman Legends.

## Plot
Het verhaal draait om een klein meisje genaamd Aurora. Zij woont in Oostenrijk in het jaar 1895 en heeft een ziekte die ervoor zorgt dat ze in slaap valt. Wanneer ze wakker wordt is ze in Lemuria, een mythische wereld waar de zon, maan en sterren zijn gestolen door de zwarte koningin (Black Queen). Aurora krijgt de taak op zich om de hemellichamen terug te vinden en zich te herenigen met haar vader, een hertog. Samen met de hulp van een aantal compagnons, zoals Igniculus de vuurvlieg, moest zij deze queeste succesvol volbrengen.

## Muziek
De muziek voor het computerspel bevat 18 nummers en werd gecomponeerd door Béatrice Martin, beter bekend als Cœur de pirate, een Canadese singer-songwriter.